# セルフレス/覚醒した記憶
『セルフレス/覚醒した記憶』（セルフレスかくせいしたきおく、Self/less）は、2015年にアメリカ合衆国で製作されたSFスリラー映画。ターセム・シンが監督を務めた。出演はライアン・レイノルズ、ナタリー・マルティネス、マシュー・グード、ヴィクター・ガーバー、デレク・ルーク、ベン・キングズレー。

## ストーリー
巨万の富を築き上げた建築家のダミアン。全てを手に入れた彼だったが、ガンにより余命半年だと宣告される。絶望するダミアンだったが、彼の前にオルブライトと名乗る科学者が現れる。オルブライトはダミアンに、最先端のクローン技術により作り出した若い肉体に頭脳を転送する方法を自らが編み出したと話し、これに賭けてはみないかと持ち掛ける。この提案を受け入れたダミアンは、莫大な料金を支払い新しい身体を手に入れたのだった。
新しい人生を謳歌するダミアン。ところが、身寄りがないはずの彼の身体は、妻と娘がいる特殊部隊兵士マークのものであることが判明。困惑するダミアンだったが、真実を知った彼の命を奪おうとオルブライト率いる謎の組織が襲い掛かってくる。

## キャスト
※括弧内は日本語吹替
- ダミアン - ベン・キングズレー（原康義）

巨万の富を築き上げた建築家。68歳。ガンにより余命半年だと宣告され、オルブライトにより特殊部隊の兵士であったマークの身体に頭脳を転送することでエドワード・キドナーという新しい人間として生きながらえる。娘からは「なんでも小切手で解決しようとする」と軽蔑されている。
- マーク - ライアン・レイノルズ（浜田賢二）

ダミアンが転送した身体の持ち主。特殊部隊の元兵士。38歳。 元々のマークの性格は愛情あふれる人柄。
- マデリン - ナタリー・マルティネス（小松由佳）

マークの妻。愛称はマディ。強盗だと思った相手へ銃を突きつける果敢な性格。
- オルブライト - マシュー・グード（福田賢二）

科学者。フェニックス社の社長。最後はダミアンに火炎放射器で倒される。
- マーティン - ヴィクター・ガーバー（仲野裕）

ダミアンのビジネスパートナー。
- アントン - デレク・ルーク（内野孝聡）

エドワードとしてのダミアンの友人。実はオルブライトの部下。戦闘に負けて体を焼かれる。
- アナ - ジェイニー＝リン・キンケン（飯沼南実）

マークとマデリンの娘。
- ジュディ - メロラ・ハーディン（神田みか）
- クレア - ミシェル・ドッカリー（早川舞）

ダミアンの娘。父とは疎遠でろくに話もしていない。革命のような仕事をしている。
- カール - サム・ペイジ（赤坂柾之）
- アントン2 - ブレンダン・マッカーシー（早川毅）
- ジェンセン - トーマス・フランシス・マーフィー（英語版）（浅科准平）

神経学者。
- フィリス - サンドラ・エリス・ラファーティ（宮沢きよこ）

ジェンセンの妻。
- トニー - ディラン・ロー（まつだ志緒理）